# Nikolaos Karelis
Nikolaos Karelis (gr. Νικόλαος Καρέλης; ur. 24 lutego 1992 roku w Heraklionie) – grecki piłkarz, grający na pozycji środkowego napastnika w greckim klubie PAOK FC, do którego jest wypożyczony z belgijskiego KRC Genk.

## Kariera piłkarska

### Kariera klubowa
Rozpoczął karierę piłkarską w wieku 6 lat, w klubie PAE Ergotelis, do którego zapisał go jego ojciec. Z drużyna seniorską trenował już w wieku 14 lat, natomiast rok później, jako piętnastolatek, 1 lipca 2007 podpisał swój pierwszy zawodowy kontrakt z seniorskim zespołem tej drużyny, która występowała wówczas w Superleague Ellada. W sezonie 2007/2008 zajął z tym klubem 14. miejsce – ostatnie, które dawało utrzymanie się w lidze. W następnym sezonie jego drużyna poprawiła swoją lokatę – zajęła 9. miejsce. W sezonie 2009/2010 razem z zespołem uplasowali się na 11. pozycji. W kolejnym sezonie osiągnął z Egrotelisem najlepsze miejsce – zajęli 8. lokatę. W sezonie 2011/2012 uplasował się z zespołem dopiero na 14. pozycji, która oznaczała spadek do II ligi.
30 lipca 2012 roku na zasadzie wolnego transferu przeszedł do rosyjskiego klubu Amkar Perm, występującym wówczas w Priemjer-Lidze. W sezonie 2012/2013 zajął z tym zespołem 11. miejsce. Wystąpił w tych rozgrywkach w 9 spotkaniach i nie strzelił żadnej bramki. Po tym sezonie powrócił do ojczyzny. 30 lipca 2013 roku na zasadzie wolnego transferu przeszedł do Panathinaikosu.
W sezonie 2013/2014 zajął z zespołem 4. pozycję, która dawała szansę gry w barażach o miejsce w eliminacjach do Ligi Mistrzów. W barażach jego drużyna zajęła 1. miejsce, dzięki czemu mogła zagrać w tych eliminacjach. Mecze III rundy kwalifikacyjnej do Ligi Mistrzów odbyły się 30 lipca i 5 sierpnia 2014 roku. Karelis w pierwszym spotkaniu ze Standardem Liège na wyjeździe zagrał ostatnie 19 minut, a jego zespół bezbramkowo zremisował. W meczu rewanżowym na swoim stadionie piłkarz rozegrał ostatnie 34 minuty spotkania, a jego drużyna przegrała 1–2. Panathinaikos przegrał ten dwumecz i ostatecznie odpadł z tych rozgrywek. 12 stycznia 2016 podpisał 3,5-letni kontrakt z belgijskim KRC Genk z możliwością przedłużenia o rok. W ramach podpisanej umowy Panathinaikos zagwarantował sobie 16% kwoty od następnego transferu zawodnika.

### Kariera reprezentacyjna
Nikolaos Karelis wystąpił dotychczas w reprezentacji Grecji U-17 w 5 spotkaniach strzelając 3 gole, w U-19 w 20 meczach zdobywając 3 bramki oraz w U-21 w osiemnastu spotkaniach dziewięciokrotnie pokonując bramkarza przeciwników.
W seniorskiej reprezentacja Grecji zadebiutował 11 października 2014 roku w Helsinkach w meczu przeciwko Finlandii w ramach eliminacji do Mistrzostw Europy 2016. Spotkanie zakończyło się remisem 1–1. Piłkarz w tym meczu zdobył bramkę, która otworzyła wynik spotkania. Grał do 81. minuty, kiedy to został zmieniony.

## Sukcesy

### Panathinaikos AO
- Puchar Grecji: 2013/14[16]